# Politieke geschiedenis
Politieke geschiedenis is geschiedschrijving van politieke gebeurtenissen, ontwikkelingen, ideeën, bewegingen en leiders. 
Met krijgsgeschiedenis en religieuze geschiedenis was dit lang de voornaamste vorm van geschiedschrijving. Lange tijd bestond dan ook het idee dat de geschiedenis bepaald wordt door rationele beslissingen van koningen en overheden. Thucydides stelde al dat geschiedenis slechts de politiek en de staat moest beschrijven. Ruim twee millennia later legde Leopold von Ranke de basis van de moderne geschiedwetenschap en ook bij hem lag de nadruk op politieke geschiedenis. Het was deze periode dat er in Europa veel nieuwe staten ontstonden die op zoek waren naar een rechtvaardiging voor hun  bestaan. Veel vroege historici zijn dan ook sterk beïnvloed door deze behoefte, waardoor de politieke geschiedenis er vooral een van de natiestaat of de staat was. Dit heeft tot op heden zijn sporen nagelaten.
Hoewel Ranke een grote invloed had, begon steeds meer het idee te leven dat de geschiedenis niet slechts bepaald werd door de Great Man van Thomas Carlyle. Het zou echter nog tot de twintigste eeuw duren voordat de grote nadruk op de politieke geschiedenis af zou nemen. In Frankrijk zette de nieuwe historiografische richting Annaliste zich vanaf het  midden van de twintigste eeuw af tegen de zogenaamde evenementiële geschiedenis, die zich slechts op feiten en gebeurtenissen van de korte termijn richtte. In plaats daarvan wilden zij zich op de lange termijn (longue durée) richten, waarin zij historische patronen wilden ontdekken.
Zo ontstonden nieuwe disciplines als economische-, sociale-,  cultuur- en vrouwengeschiedenis.